# 분신정국
분신정국(焚身政局)은 1991년 4월 26일부터 같은 해 6월 29일까지 대한민국의 대학생 단체를 중심으로 진행된 반정부 항의 시위 및 그로 인한 정치국면이다. 분신자살이 주된 항의 방법으로 사용되어 이 기간 동안 10명의 시위 참여자가 분신자살했고, 1명이 투신자살, 2명이 경찰에게 살해되었다.

## 배경
1990년 1월 22일에 노태우, 김영삼, 김종필 세 사람이 3당 합당을 선언했다. 3당 합당으로 민자당이 탄생했는데, 원내 의석의 대부분인 214석을 차지하는 등 정국의 주도권을 장악하게 되었다.
1990년 7월 14일에 방송관계법이 날치기 사건으로 통과되었고, 공안정국은 노태우 재임 기간 내내 지속되었다. 노동운동, 통일운동, 민주화운동에 대한 탄압도 점점 심해져, 1990년 11월에는 구속된 양심수가 1,259명에 달하였다. 노사분규 현장에는 의례 경찰이 투입되었고, 학교에도 수시로 경찰들이 들어갔다. 1991년 5월에는 국가보안법과 경찰법 등이 날치기에다 페놀사태, 수서비리 공안정국 조성 및 비판여론 탄압 전두환, 노태우 군부세력 건재등으로 국민들의 실망감과 분노가 높아만갔다.

## 사건의 전개
명지대학교의 총학생회장 박광철이 시위 참여 후 학교로 돌아오던 도중 경찰에 연행되었다. 2일이 지난 후 1991년 4월 26일 총학생회장의 석방을 위해 시위가 진행되었고, 시위가 격렬해지자 경찰이 진압을 시도하게 되었다. 이 과정에서 명지대생 강경대가 경찰의 폭력에 의해 사망했다.
사건이 일어난 다음날인 4월 27일, 노태우 대통령은 사건의 책임을 물어 안응모 내무부 장관을 경질시켰다. 학생들은 노태우 대통령의 사과와 책임자 처벌 등을 요구하며 연세대학교 앞에서 시위를 벌였다. 4월 29일 전남대학교 학생 박승희가 강경대 사건 규탄집회 중 분신하였고 이어서 5월 1일 안동대학교 학생 김영균, 5월 3일 가천대학교 학생 천세용, 5월 8일 전민련 사회부장 김기설, 5월 10일 노동자 윤용하 등이 잇따라 분신하여 이른바 '분신정국' 이 조성되었다.
5월 25일에는 시위 도중 성균관대생 김귀정이 경찰의 진압을 피하다 압사사고로 사망하였다.
이로 인해 민주화에 소극적이던 노태우 정권에 대한 국민들의 분노가 들끓게 되자, 노태우 정권은 5월 8일에 노태우 정권을 비난하며 자살한 전민련 사회부장 김기설의 유서를 전민련 총무부장 강기훈이 대필했다는 소위 강기훈 유서대필 의혹사건까지 조작하면서 사건을 덮으려 하였다.

## 사망자
강경대 : 명지대학교 학생으로 구속학생 석방시위에서 경찰에게 살해당했다
김귀정: 시위중 경찰에 폭력진압에 사망했다.
박승희: 전남대학교 학생으로 강경대사건 규탄집회중  분신했다.
김영균: 안동대학교 학생으로 안동대학교 학생회관 앞  에서  분신했다.
김철수:전남 보성고등학교 학생으로 학교 운동장에서 분신했다.
김기설: 전민련 본부 사회부장으로 서강대학교 옥상에서 분신했다.
이정순: 식당근로자이며 연세대 정문앞 철교에서 분신했다.
윤용하: 서울직장 민주화 청년 연합회원으로 전남대학교 강당 화장실에서 분신했다
천세용: 경원대학교 학생으로 경원대학교 건물해서 분신 했다.
정상순: 건설업이며 전남대학교 병원 영안실 옥상에서 분신했다.

## 생존자
차태권: 운전기사로 광주 전일 여객차고에서 분신했으나 바로 발견해서 다행이 가벼운 화상을 입고 생존했다.

## 결과
약 60여일 동안 분신 또는 의문사 등으로 총 13명이 사망하였으며, 총 2,361회의 집회가 있었다. 비록 민주화를 위한 이 시도는 실패하였지만 1993년에 김영삼이 대통령이 되면서 문민정부가 들어섰으며, 노태우는 전두환과 함께 구속 수감되었다.

## 평가
노태우 대통령은 직선제로 선출된 대통령이긴 하나 선거 과정에서 직선제라고 볼 수 없는 엄청난 비리가 있어서 독재자로 평가하는 이들이 존재한다.
하지만 김지하 등의 저항시인들이 칼럼을 내며 도가 지나친 운동을 자제하라고 했으나 오히려 그 시인들을 조리돌림 하면서 김지하 작가를 우경화시키는 데 영향을 끼쳤다. 또한 김지하 작가의 분신정국 비판을 긍정적으로 받아들이는 이들이 늘어나며 운동권이 국민의 지지를 잃기 시작한 시기로 꼽힌다.

## 같이 보기
- 정원식
- 노태우
- 김영삼
- 김종필
- 명지대학교